# Norwegische Fußballnationalmannschaft der Frauen/Europameisterschaften
Der Artikel beinhaltet eine ausführliche Darstellung der norwegischen Fußballnationalmannschaft der Frauen bei Europameisterschaften und den Qualifikationen dazu. Norwegen nahm immer an der Qualifikation teil und konnte sich für alle Endrunden qualifizieren. Zudem wurde bei der ersten Austragung die Finalrunde erreicht, die 1984 und 1995 mit Hin- und Rückspielen ausgetragen wurde. Norwegen konnte zweimal den Titel gewinnen. Hinzu kommen vier zweite Plätze. Bereits 1979 nahm Norwegen an der inoffiziellen Europameisterschaft teil, schied dort aber in der Gruppenphase aus.

## Übersicht
| Jahr | Gastgeberland     | Teilnahme bis...   | Gegner                          | Ergebnis           | Trainer/in                              | Bemerkungen und Besonderheiten                                          |
| ---- | ----------------- | ------------------ | ------------------------------- | ------------------ | --------------------------------------- | ----------------------------------------------------------------------- |
| 1984 | keine Endrunde    | nicht qualifiziert |                                 | –                  |                                         | In der Qualifikation am späteren Sieger Schweden gescheitert.           |
| 1987 | Norwegen          | Finale             | Schweden                        | Europameister      | Erling Hokstad                          |                                                                         |
| 1989 | Deutschland       | Finale             | Deutschland                     | Vize-Europameister | Erling Hokstad und Dag Steinar Vestlund |                                                                         |
| 1991 | Dänemark          | Finale             | Deutschland                     | Vize-Europameister | Even Pellerud                           |                                                                         |
| 1993 | Italien           | Finale             | Italien                         | Europameister      | Even Pellerud                           |                                                                         |
| 1995 | keine Endrunde    | Halbfinale         | Schweden                        | –                  | Even Pellerud                           | Kein Spiel um Platz 3                                                   |
| 1997 | Norwegen/Schweden | Vorrunde           | Dänemark, Deutschland, Italien  | –                  | Per-Mathias Høgmo                       |                                                                         |
| 2001 | Deutschland       | Halbfinale         | Deutschland                     | –                  | Åge Steen                               | Kein Spiel um Platz 3                                                   |
| 2005 | England           | Finale             | Deutschland                     | Vize-Europameister | Bjarne Berntsen                         |                                                                         |
| 2009 | Finnland          | Halbfinale         | Deutschland                     | –                  | Bjarne Berntsen                         | Kein Spiel um Platz 3                                                   |
| 2013 | Schweden          | Finale             | Deutschland                     | Vize-Europameister | Even Pellerud                           | Mit zwei Elfmetern an Nadine Angerer gescheitert.                       |
| 2017 | Niederlande       | Vorrunde           | Niederlande, Belgien, Dänemark  | −                  | Martin Sjögren                          | Erstmals ohne Punkt und Tor als Gruppenletzter ausgeschieden            |
| 2022 | England           | Vorrunde           | Nordirland, England, Österreich | –                  | Martin Sjögren                          | Gegner in der Qualifikation: Wales, Nordirland, Belarus und die Färöer. |
| 2025 | Schweiz           | Viertelfinale      | Italien                         |                    | Gemma Grainger                          | Qualifiziert als Play-off-Sieger gegen Nordirland.                      |

## Die Turniere

### EM 1984
Für die erste Europameisterschaft hatten nur 16 Mannschaften gemeldet. Da die Aufteilung der Qualifikationsgruppen nach geographischen Gesichtspunkten erfolgte, musste die norwegische Mannschaft in der Qualifikation gegen Schweden, Finnland und Island antreten. Norwegen startete am 28. August 1982 mit einem 2:2 gegen Island in die Qualifikation, bei dem die spätere Nationaltrainerin Eli Landsem das erste Tor erzielte. Danach folgten zwei Siege gegen Finnland und ein Sieg in Island, gegen Schweden wurden aber beide Spiele verloren. Als Gruppenzweiter schied Norwegen damit aus. Schweden erreichte dann auch die Endspiele und wurde erster Europameister. Beste norwegische Torschützinnen waren Gunn Lisbeth Nyborg, Kari Nielsen und Trude Margaret Stendal mit je zwei Toren.

### EM 1987 in Norwegen
Bereits im selben Jahr begann die Qualifikation für die nächste Europameisterschaft, für die wieder nur 16 Mannschaften gemeldet hatten. Auf eine geographische Einteilung wurde diesmal bis auf eine Ausnahme verzichtet. Dennoch traf Norwegen wieder auf Finnland. Weitere Gegner waren Dänemark und Deutschland. Norwegen gewann gegen jeden Gegner einmal und spielte gegen jedem einmal remis. Damit belegte Norwegen ungeschlagen den ersten Platz. Trude Margaret Stendal war diesmal alleine mit vier Toren beste norwegische Torschützin. Norwegen durfte dann auch die Endrunde der besten vier Mannschaften ausrichten und nutzte den Heimvorteil. Zunächst wurde im Halbfinale mit 2:0 gegen die Italienerinnen gewonnen und dann das Finale gegen Titelverteidiger Schweden mit 2:1. Mit drei Toren wurde Trude Margaret Stendal zudem Torschützenkönigin des Turniers.

### EM 1989 in Deutschland
Bereits drei Monate nach dem Finale begann die Qualifikation für die nächste Endrunde. Wieder traf Norwegen auf Dänemark und Finnland, zudem England. Norwegen startete schlecht in die Qualifikation. Nach einem 3:3 in Finnland wurde die Heimspiele gegen Dänemark und Finnland verloren. Gegen England gelang dann der erste Sieg, aber das nächste Spiel in Dänemark wurde wieder verloren. Mit einem 3:1 in England konnte aber noch der zweite Platz erreicht werden. Damit wurde noch das erstmals ausgetragene Viertelfinale erreicht. Hier waren die Niederländerinnen der Gegner und mit zwei Siegen wurde die Endrunde erreicht. Beste von elf Torschützinnen für Norwegen war Sissel Grude mit drei Toren.
Bei der Endrunde trafen die Norwegerinnen im Halbfinale auf Schweden und gewannen mit 2:1. Damit standen sie zum zweiten Mal in Folge im Finale und trafen auf Gastgeber Deutschland. Vor 22.000 Zuschauern verloren sie dann aber mit 1:4 den Titel. Sissel Grude war bei der Endrunde mit zwei Toren ebenfalls beste norwegische Torschützin und teilte sich mit der Deutschen Ursula Lohn die Torjägerinnenkrone.

### EM 1991 in Dänemark
In der Qualifikation für die folgende EM-Endrunde trafen die Norwegerinnen wieder auf England und Finnland sowie auf Belgien. Norwegen blieb ohne Gegentor und gab nur beim 0:0 in England einen Punkt ab. Als Gruppensieger traf Norwegen dann im Viertelfinale auf Ungarn und gewann beide Spiele. Wieder konnten sich elf Norwegerinnen in die Torschützinnenliste eintragen lassen, wobei Tone Haugen und Heidi Støre mit je drei Toren am treffsichersten waren.
Bei der Endrunde in Dänemark trafen sie im Halbfinale auf Gastgeber Dänemark und da beiden Mannschaften sowohl in der regulären Spielzeit als auch der Verlängerung kein Tor gelang, musste das Elfmeterschießen entscheiden, das Norwegen mit 8:7 gewann. Damit kam es zur Finalwiederholung gegen Titelverteidiger Deutschland. Da es nach 80 Minuten 1:1 stand, mussten die Norwegerinnen erneut in die Verlängerung, in der die Deutschen mit zwei Toren erstmals den Titel verteidigen konnte. Einzige Torschützin für Norwegen bei der Endrunde war Birthe Hegstad.

### EM 1993 in Italien
An der Qualifikation für die folgende EM nahmen schon 23 Mannschaften teil. Um sich für das Viertelfinale zu qualifizieren, musste Norwegen in der Gruppenphase gegen Belgien und die Schweiz spielen, gegen das die Qualifikation mit einem 10:0-Sieg begann. Auch in den weiteren Gruppenspielen blieb Norwegen ohne Gegentor und gab erneut nur bei einem torlosen Remis – in Belgien – einen Punkt ab. Als Gruppensieger trafen die Norwegerinnen im Viertelfinale auf die Niederländerinnen und gewannen beide Spiele mit 3:0. Diesmal waren nur zehn Norwegerinnen an den insgesamt 30 Toren beteiligt, am häufigsten Linda Medalen und Hege Riise mit je fünf Toren.
Bei der Endrunde in Italien traf Norwegen dann auf Dänemark und erreichte durch ein Tor von Anne Nymark Rylandsholm zum vierten Mal in Folge das Finale. Hier war dann Gastgeber Italien der Gegner und durch ein Tor von Birthe Hegstad wurde Norwegen zum zweiten Mal Europameister.

### EM 1995
Bereits zwei Monate nach dem Finale begann mit nun 29 Mannschaften die Qualifikation für die nächste Europameisterschaft, die wieder und letztmals ohne Endrunde ausgetragen wurde. Norwegen traf auf Finnland, Ungarn und Tschechien. Mit fünf Siegen und einem Remis mit insgesamt 33:3 Toren wurde Norwegen wieder Gruppensieger. Im Viertelfinale wurde dann in zwei Spielen Italien mit 4:2 und 3:1 bezwungen. Im Halbfinale scheiterte Norwegen dann aber aufgrund der mehr kassierten Gegentore an Schweden (4:3 und 1:4). Mit insgesamt zehn Toren war Ann Kristin Aarønes diesmal beste norwegische Torschützin. Ferner gelangen Linda Medalen und Kristin Sandberg je sieben Tore. Insgesamt hatten 14 Spielerinnen Tore für Norwegen erzielt, das sich durch den Halbfinaleinzug auch für die zweite WM in Schweden qualifiziert hatte, wo Norwegen als erste europäische Mannschaft Frauen-Fußballweltmeister wurde.

### EM 1997 in Norwegen und Schweden
Sechs Monate nach dem Halbfinalaus begann für Norwegen die Qualifikation für die nächste EM-Endrunde für die nun schon 34 Mannschaften gemeldet hatten und die erstmals mit acht Mannschaften ausgetragen wurde. Auf Grund der unterschiedlichen Spielstärke der gemeldeten Mannschaften wurde die Qualifikation in zwei Kategorien eingeteilt. Die 16 stärksten Mannschaften, zu denen auch Norwegen gehörte, spielten um die direkte Qualifikation, die 18 schwächeren Mannschaften um die Möglichkeit bei der nächsten Qualifikation in der höheren Kategorie zu spielen. Im ersten Spiel traf der Weltmeister erstmals auf die erstmals auf die Slowakei und erzielte mit dem 17:0 den höchsten Sieg seiner Länderspielgeschichte und einen der höchsten Siege einer europäischen Mannschaft. Im zweiten Spiel kam es dann zur WM-Finalrevanche gegen Titelverteidiger Deutschland, die aber mit 3:1 gewonnen wurde. In den folgenden vier Spielen blieben die Norwegerinnen dann ohne Gegentor und gaben nur beim 0:0 im Rückspiel gegen Deutschland einen Punkt ab. Damit war Norwegen als Gruppensieger direkt für die Endrunde qualifiziert. Neun Norwegerinnen hatten mit Toren dazu beigetragen. Den größten Beitrag leisteten Marianne Pettersen mit neun und Linda Medalen mit sieben Toren.
Bei der erstmals mit einer Gruppenphase durchgeführten Endrunde, die in Norwegen und Schweden stattfand, spielte Norwegen ausschließlich daheim und traf im ersten Spiel auf Dänemark. Mit 5:0 starteten die Norwegerinnen vielversprechend, kamen dann aber gegen Titelverteidiger Deutschland, der sich nur über die Playoffs gegen Island qualifiziert hatte, nur zu einem torlosen Remis. Nach einer 0:2-Niederlage gegen Italien war die EM dann für die Norwegerinnen vorzeitig beendet. Italien und Deutschland, die sich im ersten Gruppenspiel 1:1 getrennt hatten, trafen dann im Finale erneut aufeinander – mit dem wieder besseren Ende für die deutschen Frauen. Mit ihren vier Toren aus dem Spiel gegen Dänemark war Marianne Pettersen zusammen mit der Italienerin Carolina Morace und der Französin Angélique Roujas beste Torschützin des Turniers.

### EM 2001 in Deutschland
In der Qualifikation für die EM 2001 spielten die Norwegerinnen wieder in der höheren Kategorie und trafen auf England, Portugal und die Schweiz. Norwegen gewann alle sechs Spiele und erzielte dabei 25:0 Tore. Wieder war Marianne Pettersen beste Torschützin für Norwegen, diesmal mit sechs Toren. Im September 2000 konnte dann Norwegen bei den Olympischen Spielen auch die Goldmedaille gewinnen, was danach noch keiner europäischen Mannschaft gelang.
Bei der Endrunde in Deutschland wurde im ersten Gruppenspiel mit 3:0 gegen Frankreich gewonnen. Im zweiten Spiel gegen Italien reichte es nur zu einem 1:1. Im letzten Spiel wurde dann zwar mit 0:1 gegen Dänemark verloren, da Frankreich, das nach zwei Niederlagen keine Chance mehr hatte die K.-o.-Runde zu erreichen, im Parallelspiel mit 2:0 gegen Italien gewann, waren Italien und Norwegen punktgleich. Die Norwegerinnen hatten aber die bessere Tordifferenz und waren damit als Gruppenzweiter für das Halbfinale qualifiziert, während Italien als Gruppendritter ausschied. Im Halbfinale trafen die Norwegerinnen dann wieder einmal auf Deutschland und verloren mit 0:1. Mit zwei Toren war Dagny Mellgren beste norwegische Schützin bei der Endrunde. Deutschland konnte dann im Finale gegen Schweden wieder den Titel verteidigen.

### EM 2005 in England
Für die EM 2005 wurde der Gastgeber erstmals vorab festgelegt und England erhielt den Zuschlag für die Austragung. In der Kategorie A spielten diesmal 20 Mannschaften in vier Fünfergruppen. Norwegen traf auf Dänemark, Belgien, die Niederlande und erstmals Spanien. Die Norwegerinnen starteten mit Heimsiegen gegen Belgien und die Niederlande, gaben dann beim Heimspiel gegen Dänemark den ersten Punkt ab, gewannen dann wieder drei Spiele, verloren aber das Rückspiel in Dänemark, so dass diesmal nur der zweite Platz blieb. Beim 2:0 in Spanien beendete Rekordtorschützin Marianne Pettersen ihre Karriere, die sich beim 1:1 gegen Dänemark noch einmal in die Torschützinnenliste eintragen konnte. Als Gruppenzweite mussten die Norwegerinnen in den Playoffs gegen einen Gruppendritten antreten. Gegner war Island. Mit einem 7:2 bei den Isländerinnen wurde der erste Schritt zur EM getan. Mit 2:1 wurde dann auch das Rückspiel gewonnen. Insgesamt hatten sich 15 Spielerinnen mit Toren beteiligt, als beste mit je fünf Toren Dagny Mellgren und Solveig Gulbrandsen.
Bei der Endrunde traf Norwegen im ersten Spiel auf Titelverteidiger und Weltmeister Deutschland und verlor durch ein Tor von Conny Pohlers mit 0:1. Im zweiten Spiel gegen Frankreich konnte Isabell Herlovsen dann zum 1:1-Endstand ausgleichen. Im letzten Spiel gegen die bereits ausgeschiedenen Italienerinnen wurde es dann turbulent. Bereits in der siebten Minute brachte Lise Klaveness die Norwegerinnen mit 1:0 in Führung, aber bereits eine Minute später musste der Ausgleich hingenommen werden. Dann erhöhten die Norwegerinnen aber sukzessive auf 4:1, kassierten aber wieder ein Gegentor. Auch nachdem Klaveness mit ihrem zweiten Tor auf 5:2 erhöht hatte, gaben sich die Italienerinnen noch nicht geschlagen und kamen noch einmal auf 3:5 heran. Dabei blieb es dann aber. Da Frankreich im Parallelspiel gegen Deutschland mit 0:3 verloren hatte, waren Frankreich und Norwegen punktgleich, die Norwegerinnen hatten aber die bessere Tordifferenz und zogen ins Halbfinale ein. Hier wurde es gegen Schweden wieder dramatisch, denn zweimal konnten die Schwedinnen eine norwegische Führung ausgleichen, zuletzt eine Minute vor dem Spielende. Damit kam es zur Verlängerung, in der Solveig Gulbrandsen durch ihr zweites Tor den Finaleinzug sicherte. Deutschland war dann im Finale der Gegner und konnte mit 3:1 seinen Titel verteidigen.

### EM 2009 in Finnland

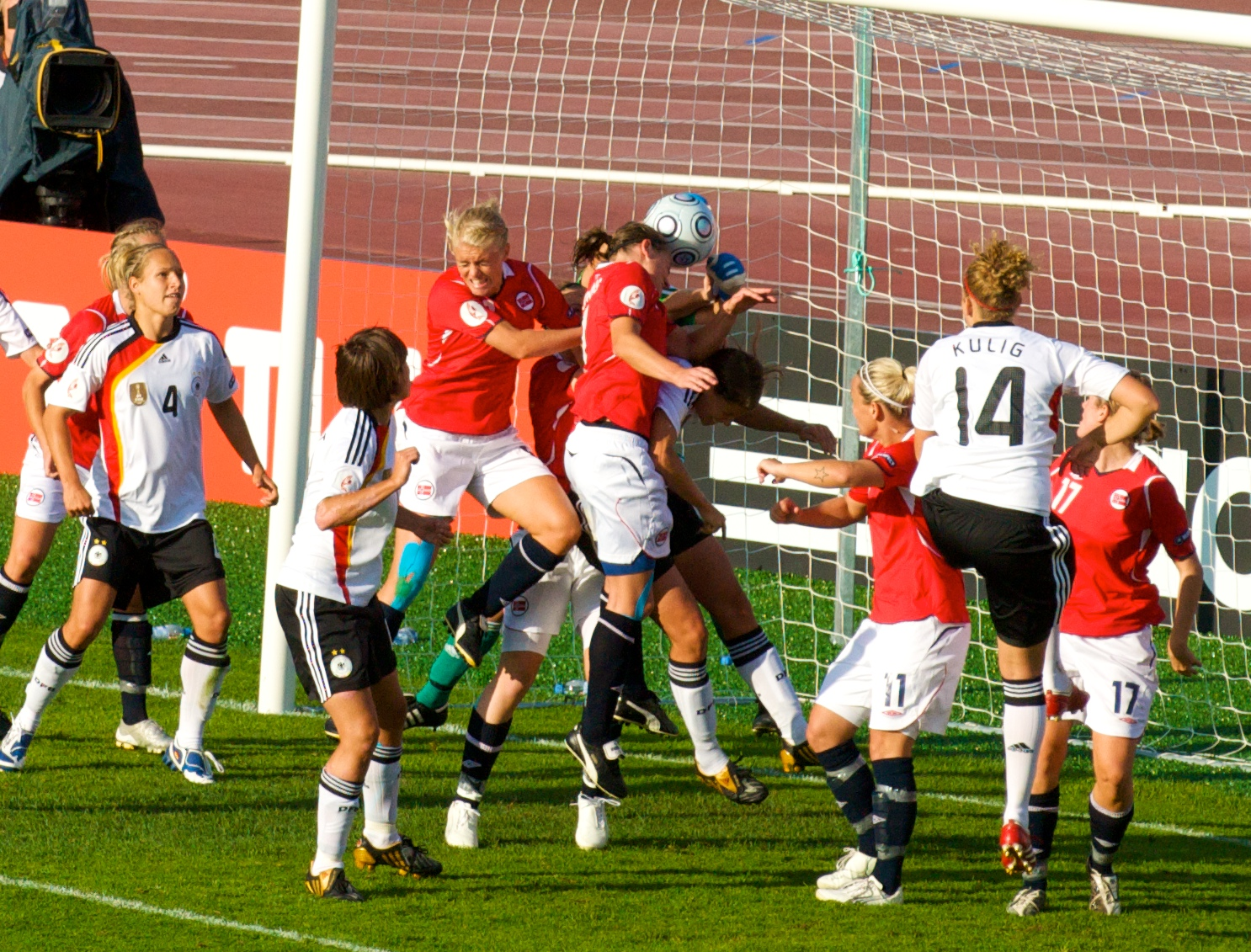
Szene aus dem Gruppenspiel gegen Deutschland

Die EM 2009 fand in Finnland statt. Erstmals nahmen zwölf Mannschaften am Turnier teil. Geändert wurde auch der Qualifikationsmodus. Die 1. Qualifikationsrunde bestritten nur die 20 schwächsten Nationalmannschaften. Norwegen musste erst in der zweiten Runde eingreifen und traf in einer Fünfergruppe auf Russland, ferner erstmals auf Israel, Österreich und Polen. Die Norwegerinnen blieben ohne Gegentor und gaben nur beim letzten Spiel als nur noch ein Remis für die direkte Qualifikation benötigt wurde, einen Punkt gegen Russland ab, das sich dann in den Playoffs gegen Schottland aufgrund der mehr erzielten Auswärtstore auch für die Endrunde qualifizierte. Beste Torschützinnen für die Norwegerinnen waren Solveig Gulbrandsen mit acht, Melissa Wiik mit sechs Lene Mykjåland und fünf Toren. Sieben weitere Spielerinnen konnten sich mit einem Tor beteiligen.
Bei der Endrunde verlor Norwegen das Auftaktspiel gegen Titelverteidiger und Weltmeister Deutschland mit 0:4. Dabei fielen die letzten drei Tore der Deutschen erst in der 90. Spielminute und der Nachspielzeit. Gegen EM-Neuling Island konnte dann Cecilie Pedersen mit dem Halbzeitpfiff das 1:0-Siegtor erzielen. Im letzten Spiel gegen Frankreich benötigte Norwegen dann noch einen Punkt um mindestens als einer der beiden besten Gruppendritten ins Viertelfinale einzuziehen. Mit einem für beide zufriedenstellenden 1:1 wurden die Norwegerinnen dann Gruppendritter und hatten damit einen Punkt mehr als Dänemark, das als schlechtester Gruppendritter ausschied. Im Viertelfinale trafen sie dann auf die favorisierten Schwedinnen, die ihre Gruppe gewonnen hatten. Norwegen konnte sich aber gegenüber der Vorrunde steigern und gewann mit 3:1. Damit kam es im Halbfinale erneut zum Aufeinandertreffen mit Deutschland. Bereits nach 10 Minuten gelang Isabell Herlovsen nach einer Ecke der Führungstreffer und die Deutschen taten sich lange Zeit schwer gegen die Nordländerinnen, die bei Ecken immer wieder gefährlich waren. In der zweiten Halbzeit gelang dann der erst in der Nachspielzeit der ersten Halbzeit für die verletzte Linda Bresonik eingewechselten Simone Laudehr der Ausgleich und der erst zur zweiten Halbzeit eingewechselten Célia Okoyino da Mbabi zwei Minuten später die Führung. In der Nachspielzeit, als die Norwegerinnen auf den Ausgleich drängten, fiel dann auch noch das dritte Gegentor. Im Finale gewann Deutschland dann im torreichsten Finale der EM-Geschichte gegen England.

### EM 2013 in Schweden
Die EM 2013 fand zum zweiten Mal in Schweden statt. Wieder wurde die Qualifikation von den schwächeren Mannschaften begonnen, diesmal aber nur von den acht schwächsten Teams. Norwegen musste wieder erst in der zweiten Runde eingreifen und verlor das erste Gruppenspiel mit 1:3 gegen Island. Danach folgte zwar ein 6:0 gegen Ungarn und ein 1:0 in Belgien, aber anschließend wurde mit 1:3 erstmals ein Spiel gegen Nordirland verloren. Zwar wurden dann noch alle anderen Spiele gewonnen – u. a. mit 11:0 gegen Bulgarien – und durch ein 2:1 gegen Island im letzten Spiel der erste Gruppenplatz belegt, mit dem letzten Spiel endete aber die Amtszeit von Eli Landsem und Even Pellerud übernahm erneut das Zepter. Beste von insgesamt 13 Torschützinnen war Isabell Herlovsen mit neun Toren, wovon sie fünf beim 11:0 gegen Bulgarien erzielt hatte. Die Isländerinnen konnten sich dann in den Playoffs der Gruppenzweiten mit zwei 3:2-Siegen gegen die Ukraine ebenfalls für die Endrunde qualifizieren.
Bei der Endrunde trafen Norwegen und Island dann im ersten Spiel erneut aufeinander und trennten sich 1:1. Nach einem 1:0 gegen die Niederlande konnte dann auch gegen Deutschland mit 1:0 gewonnen werden, wodurch Norwegen Gruppensieger war. Im Viertelfinale traf die Mannschaft dann auf Spanien, das erstmals seit 1997 wieder dabei war und gewann mit 3:1. Gegner im Halbfinale war dann Dänemark, das sich zuvor im Elfmeterschießen gegen Frankreich durchgesetzt hatte und auch die Norwegerinnen ins Elfmeterschießen zwang. Hier wurde dann Ingrid Hjelmseth zur Matchwinnerin, denn sie konnte die ersten beiden Elfmeter der Däninnen halten. Da alle anderen Schützinnen trafen, zog Norwegen ins Finale ein, wo erneut Deutschland wartete. Hier entschied dann die deutsche Torhüterin Nadine Angerer das Spiel. Zuerst konnte sie beim Stand von 0:0 einen Strafstoß von Trine Rønning und dann beim Spielstand von 0:1 einen Strafstoß von Solveig Gulbrandsen halten. Damit blieb es beim 1:0 für Deutschland, das zum achten Mal den Titel gewann.

### EM 2017 in den Niederlanden
Die EM 2017 fand in den Niederlanden und erstmals mit 16 Mannschaften statt. Norwegen traf in der Qualifikation unter dem neuen Trainer Roger Finjord auf Israel, Kasachstan, Österreich und Wales. Norwegen konnte sich als Gruppensieger für die EM qualifizieren, kassierte nur beim 2:2 im Heimspiel gegen Österreich Gegentore und gab nur in diesem Spiel einen Punkt ab. Dabei machte Ingrid Hjelmseth im zweiten Qualifikationsspiel ihr 100. Länderspiel und im letzten Gruppenspiel konnte Isabell Herlovsen mit dem Tor zum 5:0-Endstand gegen Israel ihr 50. Länderspieltor erzielen. Mit 10 Toren war Ada Hegerberg eine der drei besten Torschützinnen, hatte dafür aber die meisten Spielminuten benötigt. Nach der erfolgreichen Qualifikation trat aber Trainer Roger Finjord von seinem Posten zurück. Nachfolger wurde der Schwede Martin Sjögren.
Für die Auslosung der Endrundengruppen am 8. November 2016 wurden die Norwegerinnen Topf 2 zugeordnet und der Gruppe A mit Gastgeber Niederlande, Dänemark und Belgien zugelost, das erstmals teilnahm. Die Norwegerinnen verloren das Eröffnungsspiel gegen die Gastgeberinnen mit 0:1 und blieben auch in den beiden anderen Gruppenspielen ohne eigenes Tor, konnten Gegentreffer aber nicht verhindern. Damit schieden die Norwegerinnen erstmals bei einer Endrunde (EM, WM und Olympia) ohne eigenes Tor mit drei Niederlagen aus. In der ewigen EM-Endrundentabelle verloren sie den zweiten Platz an die schwedischen Nachbarinnen, die bei der Endrunde aber auch nicht über das Viertelfinale hinauskamen und nur ein Spiel gewannen.

### EM 2022 in England
2021 sollte die Endrunde zum zweiten Mal in England stattfinden. Aufgrund der COVID-19-Pandemie wurde die EM der Männer, die 2020 stattfinden sollte, um ein Jahr verschoben und deshalb auch die EM der Frauen, so dass diese nun 2022 stattfinden soll. Gegner in der Qualifikation sind erstmals die Färöer sowie Wales (bereits Gegner in der letzten EM-Qualifikation), Nordirland (Gegner in der EM-Qualifikation 2013 und der letzten WM-Qualifikation) und Belarus (Gegner in der WM-Qualifikation 2011). Von den Gegnern konnte sich bisher keine Mannschaft für eine EM- oder WM-Endrunde qualifizieren. Die norwegische Mannschaft startete mit einem 6:0-Sieg gegen Nordirland, ihrem insgesamt 300. Länderspielsieg. Es folgte ein 7:1 gegen Belarus und dann ein 13:0 gegen die Färöer, deren höchste Länderspielniederlage. In diesem Spiel gab Isabell Herlovsen ihren Abschied, löste aber mit drei Toren und nun insgesamt 67 Länderspieltoren Marianne Pettersen (66 Länderspieltore) als Rekordtorschützin ab. Mit einem 6:0 gegen Nordirland wurde die erste Qualifikationshälfte abgeschlossen. Dann mussten die für den April und Juni 2020 terminierten Spiele wegen der Pandemie in den Oktober und November verschoben werden. Nach der Corona-Pause folgten zwei 1:0-Siege gegen die bis dahin ungeschlagenen Waliserinnen, wodurch der Gruppensieg und die direkte Qualifikation gesichert wurde. Bei der Auslosung am 28. Oktober 2021 wurde Norwegen in die Gruppe mit Gastgeber England, Österreich und EM-Neuling Nordirland gelost. Nach einem 4:1-Sieg gegen Nordirland, kassierten die Norwegerinnen gegen England mit 0:8 die höchste Niederlage ihrer Länderspielgeschichte. Mit einem Sieg gegen Österreich hätten sie sich aber noch für das Viertelfinale qualifizieren können, verloren aber mit 0:1 erstmals ein Spiel gegen die Österreicherinnen. Damit schieden sie wie 2017 nach der Vorrunde aus und fielen vom zweiten auf den dritten Platz der ewigen Rangliste.

### EM 2025 in der Schweiz
Die Qualifikation lief erstmals unter einem anderen Modus. Analog der UEFA Women’s Nations League wurde in drei Ligen gespielt, wobei sich die Gruppensieger und -zweiten der Liga A direkt für die Endrunde qualifizierten. Die Gruppendritten und -vierten hatten dann noch die Chance sich über Play-offs für die Endrunde zu qualifizieren. Die Norwegerinnen trafen in Liga A1 auf die Niederlande, Italien und Finnland. Als Gruppendritte trafen die Norwegerinnen im Play-off-Halbfinale auf Albanien und gewannen mit 5:0 und 9:0. Im Play-off-Finale konnte dann Nordirland mit 4:0 und 3:0 bezwungen werden.
Bei der Auslosung am 16. Dezember 2024 wurden die Norwegerinnen in die Gruppe mit Gastgeber Schweiz gelost, gegen die das offizielle Eröffnungsspiel bestritten und mit 2:1 gewonnen wurde. Weitere Gegner sind Qualifikationsgegner Finnland und Island. Wie gegen die Schweiz, profitierten die Norwegerinnen auch gegen Finnland von einem Eigentor und gewannen mit 2:1, womit sie vorzeitig als Gruppensieger feststanden. Gegen Island, das nach zwei Niederlagen keine Chance mehr hatte das Viertelfinale zu erreichen, wurden einige Stammspielerinnen geschont und nach frühem Rückstand gewannen die Norwegerinnen mit 4:3, womit sie erstmals die drei Gruppenspiele gewannen. Im Viertelfinale verloren sie dann aber mit 1:2 gegen Italien.

## Statistiken
Sämtliche Statistiken umfassen nur die Europameisterschaften, bei denen tatsächlich eine Endrunde stattgefunden hat. Die Europameisterschaften 1984 und 1995 werden also nicht berücksichtigt.

### Spielerinnen mit den meisten Einsätzen bei Europameisterschaften
| Spiele | Spieler                  | Jahr (Spiele)                                    |
| ------ | ------------------------ | ------------------------------------------------ |
| 20     | Solveig Gulbrandsen      | 2001 (4), 2005 (5), 2009 (5), 2013 (6)           |
|        | Maren Mjelde             | 2009 (5), 2013 (6), 2017 (3), 2022 (3), 2025 (3) |
| 19     | Ingvild Stensland        | 2005 (5), 2009 (5), 2013 (6)                     |
| 15     | Ada Hegerberg            | 2013 (6), 2017 (3), 2022 (3), 2025 (3)           |
|        | Caroline Graham Hansen   | 2013 (6), 2017 (3), 2022 (3), 2025 (3)           |
| 14     | Trine Rønning            | 2001 (0), 2005 (5), 2009 (4), 2013 (5)           |
|        | Ingrid Hjelmseth         | 2005 (0), 2009 (5), 2013 (6), 2017 (3)           |
| 12     | Bente Nordby             | 1991 (0), 1997 (3), 2001 (4), 2005 (5)           |
| 11     | Marit Christensen        | 2005 (5), 2013 (6)                               |
|        | Toril Hetland Akerhaugen | 2009 (5), 2013 (6)                               |
|        | Unni Lehn                | 1997 (3), 2001 (4), 2005 (4)                     |
|        | Hege Riise               | 1991 (2), 1993 (2), 1997 (3), 2001 (4)           |
|        | Heidi Støre              | 1987 (2), 1989 (2), 1991 (2) 1993 (2), 1997 (3)  |
| 10     | Isabell Herlovsen        | 2005 (5), 2009 (5)                               |
| 9      | Agnete Carlsen           | 1989 (2), 1991 (2), 1993 (2), 1997 (3)           |
|        | Frida Maanum             | 2 (2017), 3 (2022), 4 (2025)                     |
|        | Linda Medalen            | 1989 (2), 1991 (2), 1993 (2), 1997 (3)           |
|        | Dagny Mellgren           | 2001 (4), 2005 (5)                               |

Stand: 16. Juli 2025

### Spielerinnen mit den meisten Toren bei Europameisterschaften
| Tore | Spieler             | Jahr (Tore)                            |
| ---- | ------------------- | -------------------------------------- |
| 5    | Solveig Gulbrandsen | 2001 (0), 2005 (3), 2009 (0) 2013 (2)  |
| 4    | Marianne Pettersen  | 1997 (4)                               |
| 3    | Ada Hegerberg       | 2013 (1), 2017 (0), 2022 (0), 2025 (2) |
|      | Isabell Herlovsen   | 2005 (2), 2009 (1)                     |
|      | Frida Maanum        | 2017 (0), 2022 (1), 2025 (2)           |
|      | Dagny Mellgren      | 2001 (1), 2005 (2)                     |
|      | Trude Stendal       | 1987 (3)                               |
| 2    | 8 Spielerinnen      |                                        |
| 1    | 9 Spielerinnen      |                                        |

Zudem je ein Eigentor einer Schweizerin und Finnin zu Gunsten der Norwegerinnen
Stand: 16. Juli 2025

## Bilanz gegen die anderen Europameister bei Europameisterschaften
- Deutschland: 10 Spiele – 1 Sieg, 1 Remis, 8 Niederlagen – 5:20 Tore
- Schweden: 6 Spiele – 5 Siege, 1 Niederlage – 15:12 Tore
- England: 2 Spiele – 1 Sieg, 1 Niederlage – 3:8 Tore
- Niederlande: 2 Spiele – 1 Sieg, 1 Remis – 1:1 Tore

## Endrunden-Spiele
Die Norwegerinnen bestritten bisher 41 Endrunden-Spiele, wovon 18 gewonnen wurden, sieben remis endeten und 16 verloren wurden. Drei Spiele mussten verlängert werden, wovon eins durch ein Tor und zwei durch Elfmeterschießen gewonnen wurden. Fünf Endrundenspiele fanden auf heimischen Boden statt. Viermal spielten die Norwegerinnen gegen die Gastgeberinnen und zehnmal gegen den Titelverteidiger sowie viermal gegen den amtierenden Weltmeister. Häufigste Gegner waren Deutschland (10 Spiele), Dänemark und Italien (je 6) sowie Schweden (4). 2022 traf Norwegen auf drei Mannschaften, gegen die bei EM-Endrunden noch nicht gespielt wurde.
| Nr. | Datum      | Ergebnis             | Gegner       | Austragungsort          | Anlass          | Bemerkung                                                               |
| --- | ---------- | -------------------- | ------------ | ----------------------- | --------------- | ----------------------------------------------------------------------- |
| 1   | 11.06.1987 | 2:0                  | Italien      | Oslo                    | Halbfinale      |                                                                         |
| 2   | 14.06.1987 | 2:1                  | Schweden     | Oslo                    | Finale          | 1. EM-Titel                                                             |
| 3   | 28.06.1989 | 2:1                  | Schweden     | Lüdenscheid (DEU)       | Halbfinale      |                                                                         |
| 4   | 02.07.1989 | 1:4                  | Deutschland  | Osnabrück (DEU)         | Finale          | Letztes Spiel unter Erling Hokstad und Dag Steinar Vestlund             |
| 5   | 10.07.1991 | 0:0 n. V.; 8:7 i. E. | Dänemark     | Hjørring (DNK)          | Halbfinale      |                                                                         |
| 6   | 14.07.1991 | 1:3                  | Deutschland  | Aalborg (DNK)           | Finale          |                                                                         |
| 7   | 29.06.1993 | 1:0                  | Dänemark     | Santa Sofia (ITA)       | Halbfinale      |                                                                         |
| 8   | 04.07.1993 | 1:0                  | Italien      | Cesena (ITA)            | Finale          | 2. EM-Titel                                                             |
| 9   | 30.06.1997 | 5:0                  | Dänemark     | Lillestrøm              | Gruppenspiel    |                                                                         |
| 10  | 03.07.1997 | 0:0                  | Deutschland  | Moss                    | Gruppenspiel    |                                                                         |
| 11  | 06.07.1997 | 0:2                  | Italien      | Lillestrøm              | Gruppenspiel    | 151. und letztes Länderspiel von Heidi Støre                            |
| 12  | 25.06.2001 | 3:0                  | Frankreich   | Ulm (DEU)               | Gruppenspiel    | 100. Länderspiel von Bente Nordby                                       |
| 13  | 28.06.2001 | 1:1                  | Italien      | Reutlingen (DEU)        | Gruppenspiel    |                                                                         |
| 14  | 01.07.2001 | 0:1                  | Dänemark     | Aalen (DEU)             | Gruppenspiel    |                                                                         |
| 15  | 04.07.2001 | 0:1                  | Deutschland  | Ulm (DEU)               | Halbfinale      |                                                                         |
| 16  | 06.06.2005 | 0:1                  | Deutschland* | Warrington (ENG)        | EM-Gruppenspiel |                                                                         |
| 17  | 09.06.2005 | 1:1                  | Frankreich   | Warrington (ENG)        | Gruppenspiel    |                                                                         |
| 18  | 12.06.2005 | 5:3                  | Italien      | Preston (ENG)           | Gruppenspiel    |                                                                         |
| 19  | 16.06.2005 | 3:2 n. V.            | Schweden     | Warrington (ENG)        | Halbfinale      |                                                                         |
| 20  | 19.06.2005 | 1:3                  | Deutschland* | Blackburn (ENG)         | Finale          |                                                                         |
| 21  | 24.08.2009 | 0:4                  | Deutschland* | Tampere (FIN)           | Gruppenspiel    |                                                                         |
| 22  | 27.08.2009 | 1:0                  | Island       | Lahti (FIN)             | Gruppenspiel    |                                                                         |
| 23  | 30.08.2009 | 1:1                  | Frankreich   | Helsinki (FIN)          | Gruppenspiel    |                                                                         |
| 24  | 04.09.2009 | 3:1                  | Schweden     | Helsinki (FIN)          | Viertelfinale   | 100. Länderspiel von Trine Rønning                                      |
| 25  | 07.09.2009 | 1:3                  | Deutschland* | Helsinki (FIN)          | Halbfinale      | Letztes Spiel unter Bjarne Berntsen                                     |
| 26  | 11.07.2013 | 1:1                  | Island       | Kalmar (SWE)            | Gruppenspiel    |                                                                         |
| 27  | 14.07.2013 | 1:0                  | Niederlande  | Kalmar (SWE)            | Gruppenspiel    | 250. Sieg                                                               |
| 28  | 17.07.2013 | 1:0                  | Deutschland  | Kalmar (SWE)            | Gruppenspiel    | Erster Sieg gegen Deutschland bei einer EM-Endrunde                     |
| 29  | 22.07.2013 | 3:1                  | Spanien      | Kalmar (SWE)            | Viertelfinale   |                                                                         |
| 30  | 25.07.2013 | 1:1 n. V.; 4:2 i. E. | Dänemark     | Norrköping (SWE)        | Halbfinale      |                                                                         |
| 31  | 28.07.2013 | 0:1                  | Deutschland  | Solna (SWE)             | Finale          |                                                                         |
| 32  | 16.07.2017 | 0:1                  | Niederlande  | Utrecht (NLD)           | Eröffnungsspiel |                                                                         |
| 33  | 20.07.2017 | 0:2                  | Belgien      | Breda (NLD)             | Gruppenspiel    | Erste Pflichtspielniederlage gegen Belgien                              |
| 34  | 24.07.2017 | 0:1                  | Dänemark     | Deventer (NLD)          | Gruppenspiel    |                                                                         |
| 35  | 07.07.2022 | 4:1                  | Nordirland   | Southampton (ENG)       | Gruppenspiel    |                                                                         |
| 36  | 11.07.2022 | 0:8                  | England      | Brighton and Hove (ENG) | Gruppenspiel    | Höchste Länderspielniederlage, höchste Niederlage bei einer EM-Endrunde |
| 37  | 15.07.2022 | 0:1                  | Österreich   | Brighton and Hove (ENG) | Gruppenspiel    | Erste Niederlage gegen Österreich                                       |
| 38  | 02.07.2025 | 2:1                  | Schweiz      | Basel (CHE)             | Gruppenspiel    |                                                                         |
| 39  | 06.07.2025 | 2:1                  | Finnland     | Sion (CHE)              | Gruppenspiel    |                                                                         |
| 40  | 10.07.2025 | 4:3                  | Island       | Thun (CHE)              | Gruppenspiel    |                                                                         |
| 41  | 16.07.2025 | 1:2                  | Italien      | Genf (CHE)              | Viertelfinale   |                                                                         |

Anmerkungen: Fett gedruckte Mannschaften gingen als Titelverteidiger in das Turnier, mit "*" gekennzeichnete Mannschaften waren Weltmeister.

## Finalrunden-Spiele
| Nr. | Datum      | Ergebnis | Gegner   | Austragungsort  | Anlass        | Bemerkung |
| --- | ---------- | -------- | -------- | --------------- | ------------- | --------- |
| 1   | 26.02.1995 | 4:3      | Schweden | Kristiansand    | EM-Halbfinale |           |
| 2   | 05.03.1995 | 1:4      | Schweden | Jönköping (SWE) | EM-Halbfinale |           |

## Rekorde
- Die meisten Spiele gegen den Titelverteidiger und späteren Sieger: je 10
- Die häufigste Endrundenpaarung: Norwegen gegen Deutschland – 10
- Die häufigste Finalpaarung: Norwegen gegen Deutschland – 4
- Die häufigsten Halbfinalteilnahmen: Norwegen und Deutschland – je 8 (zudem 1995)
- Die häufigsten Halbfinalpaarungen: Norwegen gegen Dänemark und Deutschland gegen Italien (je 3)
- Norwegen stellte dreimal die Torschützenkönigin:
  - Trude Stendal (3 Tore 1987)
  - Sissel Grude (2 Tore 1989 zusammen mit einer anderen Spielerin)
  - Marianne Pettersen (4 Tore 1997 zusammen mit 2 anderen Spielerinnen)
- Höchste Siege in der Qualifikation: Norwegen gegen die Slowakei am 19. September 1995, Deutschland gegen Kasachstan am 19. November 2011 und Spanien gegen Slowenien am 20. März 1994 – alle 17:0
- Die meisten Siege in Qualifikationsspielen: 81

### Negativrekorde
- Die meisten Finalniederlagen: 4 (alle gegen Deutschland)
- Die höchste Endrundenniederlage: 0:8 gegen England am 11. Juli 2022